# Suffocation
A Suffocation amerikai death metal együttes. 1989-ben alakult és hat stúdiólemeze jelent meg. A stílus egyik nagy legendája, mely kultikus tiszteletnek örvend extrém metal körökben. A zenekar a death metal második hullámával került színre, az 1998-ig kiadott első három lemeze a death metal klasszikusai közé tartozik. A zenekar a technikás, amerikai vonalas death metal úttörője volt. Ők hozták be elsőként a magas szintű technikai tudást igénylő hangszerkezelést a műfajba, így a technical death metal előfutárainak is tekinthetjük őket. 1998-ban azonban feloszlottak, majd 2004-ben visszatértek a Souls to Deny albummal. Ezt követően még két nagylemezt adtak ki (Suffocation – 2006, Blood Oath – 2009), de ezeket a kritikusok és a rajongók egy része is egyre kevésbé méltatja pozitív jelzőkkel.

## Diszkográfia
Stúdióalbumok:
- Effigy of the Forgotten (1991)
- Breeding the Spawn (1993)
- Pierced from Within (1995)
- Souls to Deny (2004)
- Suffocation (2006)
- Blood Oath (2009)
- Pinnacle of Bedlam (2013)
- ...Of the Dark Light (2017)
- Hymns from the Apocrypha (2023)

## Jelenlegi tagok
- Frank Mullen – ének (1990–1998, 2003–)
- Terrance Hobbs – gitár (1990–1998, 2003–)
- Guy Marchais – gitár (1990, 2003–)
- Derek Boyer – basszusgitár (2004–)
- Dave Culross - dob (1990–1994, 2012–)

## Korábbi tagok
- Doug Cerrito – gitár (1990–1998)
- Josh Barohn – basszusgitár (1990–1991, 2003)
- Chris Richards – basszusgitár (1991–1998)
- Doug Bohn – dob (1994–1996)
- Mike Smith – dob (1989–1994, 2002–2012)
- Kevin Talley – dob (1998 turnékon)
- Todd German – gitár